# Tessala Ldematai
Tessala Lemtai (em árabe: تسالة لمطاعي) é uma cidade e comuna localizada na província de Mila, Argélia. Segundo o censo de 2008, a população total da cidade era de 15 676 habitantes.